# 大榭二桥
大榭二桥是中国浙江省宁波市的一座跨海大桥，大桥位于北仑区，跨越穿山港，全长5516米，主桥长808米，主跨长392米。桥型为双塔单索面钢箱梁斜拉桥，主塔呈帆形，于2008年11月30日开工，2012年11月30日合龙，2013年10月28日通车，建成时是中国最长的单索面桥。